# 1901 års släktnamnsförordning
1901 års släktnamnsförordning var den första lagregleringen av släktnamn och personnamn i Sverige.
Före 1901 använde de flesta i Sverige inte ett släktnamn utan ett patronymikon, som växlade mellan generationerna. Adliga familjer började under 1600-talet använda sig av släktnamn. Det fanns också soldatnamn bland allmogen. Personer med utländsk bakgrund (vanligt i städerna) hade också permanenta släktnamn. Utöver detta kunde enskilda individer ta sig egenpåhittade släktnamn utan någon som helst reglering, vilket kunde skapa förvirring. 1901 års släktnamnsförordning syftade därför till att reglera hur man antog ett efternamn. Lagen tvingade dock ingen att anta ett släktnamn, och bruket av patronymikon fortsatte på många håll fram till namnlagen den 1 januari 1964, som bland annat bestämde att de som fortfarande använde patronymikon skulle, om de så önskade, anta släktnamn senast 1966. De som inte ansökte om ett släktnamn fick efter 1966 sina patronymikon registrerade som efternamn.
Med den nya personnamnlagen 2016 blev det möjligt igen att använda patronymikon i Sverige.